# Обрядовая поэзия славян

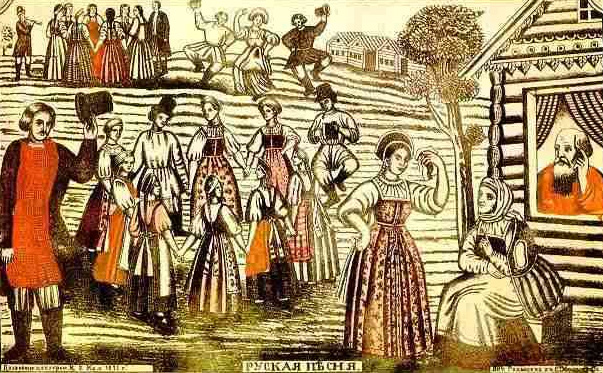
Лубок. Конец 1840-х или начало 1850-х годов.

Обрядовая поэзия славян — вид фольклора, сопровождавший календарные и семейные праздники, а также труд земледельца в течение хозяйственного года.

## Истоки
Обрядовая поэзия отражала в себе трудовую деятельность земледельца, морально-этические представления народа, поэтический взгляд на мир, природу, человека.
Советские фольклористы утверждали об особой «архаике» и «языческих корнях» обрядового фольклора. Обрядовая поэзия при всех неизбежных эволюционных изменениях относится к тому пласту народного творчества, который отличается устойчивостью содержания и формы, о чём свидетельствует сопоставление записей, сделанных на протяжении почти двух столетий. Обрядовая песенность составляет значительный по объёму и важности фольклорный подраздел, который более остальных сохранил архаические черты этнокультуры. В нём чрезвычайно полно сохранились древние пласты, отдельные произведения, художественные образы, которые восходят к языческой древности.

## Классификация
В календарной поэзии выделялись[кем?] четыре цикла: зимний — с Коляды до Благовещенья или Велика дня, весенний — с Благовещенья или Велика дня до Купалы, летний — с Купалы до Осенин, Здвиженья или Покрова и осенний — с Покрова до Коляды. Весна и осень, согласно представителям мифологической школы, — это предвестие лета и зимы. Всю календарную обрядность они интерпретировали в связи с солнечным циклом — солнцестояниями и равноденствиями.
Народное определение циклов обрядовых песен «зима», «весна», «лето», «осень» является объединяющим для целого ряда отдельных песенных групп, которые связаны с разными обрядами или ритуалами, которые входят в такой общий цикл. Например, «весна» — это и веснянки, и юрьевские, и волочебные, и русальные песни и т. п.
Ю. Г. Круглов выделил три группы: приговоры, причитания, песни. В зависимости от доминирующей функции в обряде учёный выделил в песнях шесть жанров: ритуальные, заклинательные, величальные, корильные, игровые и лирические.

## Годовой обрядовый цикл
7 января — Рождество Христово. Начало Святок. Изображение довольства и сытости, использование симильной магии, которая должна вызвать урожай, приплод, счастливый брак или богатство. Обрядовые действия: дети или молодые люди (реже взрослые) ходят от дома к дому, поют величальные песни хозяевам. Жанры: колядки, овсени (более архаичные, но очень похожие на колядки), виноградья («виноградье» — сад, символ изобилия. Отличительная черта этого жанра — повторение строки «Виноградье красно-зеленое мое!»), а также подблюдные песни — гадания.
14 января — Васильев день. Поются щедровки.
19 января — Крещение. Окончание Святок.
Масленица. Симильная магия в изображении богатства и изобилия. Жанры: масленичная песнь. Начало Великого поста.
Средокрестная неделя — четвертая неделя Великого поста. В среду этой недели отмечается окончание половины Великого поста, когда пост "ломается", и у деревенской детворы небольшой праздник, связанный с обходным обрядом, во время которого их одаривали крестообразным постным печеньем. Поются средокрестные песни.
17 марта — Герасим-грачевник. Пекли грачиков.
22 марта — сороки, день сорока мучеников. По всей России распространен обычай печь из теста жаворонков или куликов, чтобы приблизить прилет птиц и наступление весны. Поются веснянки — песни-заклички весны.
7 апреля — Благовещеньев день. В этом время происходит магический обряд на заклинание весны — чтобы быстрее пришла. Девушки, изображая птичий гомон, поют в разных концах села, так что хор перекликается с хором: как только кончает один, начинает вдали другой, от села к селу. Нередко девушки при этом держат в руках веточки деревьев с насаженными на них изображениями птиц, сделанными из тряпок. Припевают: "Жаворонки, жаворонки, прилетите к нам, принесите весну красную". Был обычай выпускать птиц из клеток.
Вербное воскресенье — последнее воскресенье перед Страстной неделей. Освященную вербу берегут до первого выгона скота, причем всякая благочестивая хозяйка выгоняет со двора скот непременно вербой, а саму вербу затем или "пускают в воду", или втыкают под крышу дома, с той целью, чтобы не только скотина сохранилась в целостности, но чтобы и домой возвращалась исправно, а не блуждала бы в лесу по несколько дней. Иногда вербой хлестали детей и домашних животных, чтобы были здоровы. Кликанье весны, хороводы.
Пасха — на Пасху в некоторых местностях (в частности — в Смоленском крае) было в обычае ходить по избам с пением песен, похожих на колядные — это так называемые волочебные песни. Волочебники — песельники, исполнители таких песен. Люди разговлялись пасхальным куличом и крашенными яйцами, били яйцо об яйцо — «христосовались».
Фомина неделя — первая по Пасхе. Понедельник — Радуница, вторник — Навий день, воскресенье — Красная горка. Последние три дня были связаны с обычаем поминания покойников. На Радуницу пели вьюнишные песни.
6 мая — Егорьев день. Был обычай выгонять скот, погоняя его вербной веточкой. День почитания пастухов. Жанры: егорьевские песни и приговоры.
Троицын день — 50-й день после Пасхи. Четверг до — семик.  Дома украшали молодой зеленью, особенно березами, веря, что в них вселяются души предков — обычай поминания усопших. Начало Петрова поста. Пели троицко-семицкие песни.
Неделя после Троицы — русальная. Девушки «завивали  березку», «кумились» с ней, а когда «развивали» — гадали на будущее. Обрядовым синонимом березы могла стать «кукушка» — повязка из растения «кукушки слёзы». Пели русальские песни.
7 июля — Иванов день, день Ивана Купало. Воспринималось как проявление «люстрационной», то есть очистительной магии. В Иванову ночь молодёжь отправлялась в лес искать чудесные цветы, чаще всего папоротник, будто бы расцветающий в эту ночь. Пели купальские песни, некоторые из которых рассказывали о происхождении цветка иван-да-марья.
12 июля — Петров день. Окончание Петрова поста. Петровские песни.
После Петрова дня начинался осенний цикл. Для него характерны жнивные песни и приговоры. Зажинка — начало жатвы, дожинка — её окончание.
2 августа — Ильин день.
28 августа — Успенье. Окончание Успенского поста.
14 сентября — Семин день, Семён Лепопроводец. Знаменует приближение осени.
27 сентября — Воздвиженье.
14 октября — Покров день. К этому дню старались закончить работы в поле. Приговоры и заклички. Выпал ли снег в этот день — можно понять, ранней ли будет зима.
Филиппов пост — особые заклички в говенье.